# 唐津市立唐津小学校
唐津市立唐津小学校（からつしりつからつしょうがっこう）は佐賀県唐津市西城内1番1号（現・唐津市役所敷地内）にかつて存在した小学校。
児童数増加と校舎老朽化のため、1958年（昭和33年）3月末をもって閉校し、唐津市立大成小学校と唐津市立志道小学校の2校に分離した。

## 概要
歴史
1875年（明治8年）「松原小学校」として唐津市（当時松浦郡唐津町）中心部に創立。数回の改組・改称を経て、1947年（昭和22年）の学制改革で「唐津市立唐津小学校」となる。太平洋戦争後の第一次ベビーブームによる児童数増加に加え、校舎の老朽化により、創立から83年を迎えた1958年（昭和33年）をもって閉校となり、唐津市立大成小学校と唐津市立志道小学校の2校に分離した。閉校後、新校舎完成までの間、大成小学校の校舎として使用され、1961年（昭和36年）に校舎は解体。その後跡地には唐津市役所の庁舎が建設された。
校訓
「至誠」- 1920年（大正9年）、当時の校長、丸山金治により制定。
校章
旧・唐津藩藩主、小笠原家の家紋「三階菱」を背景にして中央に校名の頭文字「唐」の文字を置いている。この三階菱のデザインは、分離後の大成小学校・志道小学校両校の校章にも受け継がれた。
校歌
1920年（大正9年）制定。作詞は錦織徳市、作曲は高田重男による。歌詞は2番まであり、校名の「唐津」は歌詞中に登場しない。

## 沿革
前史（藩校）
- 1723年（享保8年）- 藩校「盈科堂」（えいか[2]どう）が城内二の門内に設置される。
- 1801年（寛政13年）1月29日 - 「経誼館」が松原小路（現・大志小学校敷地）に設置される。
- 1823年（文政6年）- 漢学の教授を目的として「志道館」が設置される。
- 1836年（天保7年）3月 - 医学の教授を目的として「橘葉館」が札の辻（京町）に設置される。
- 1870年（明治3年）- 英語の教授を目的として「耐恒寮」が城内に開設される。
- 1872年（明治5年）
  - 8月 – 学制が発せられる。
  - 9月30日 - 志道館が廃止される。
- 1873年（明治6年）2月2日 - 「志道義舎」が設立される。
- 1874年（明治7年）3月 – 志道義舎が廃止される。

正史
- 1875年（明治8年）
  - 5月 - 志道義舎跡地に「佐賀県管下第五大学区第四小学区 松原小学校」が創立。上等小学と下等小学を併置。
  - 9月2日 - 女児校を分離（仮設置）。
- 1876年（明治9年）4月 - 男児校を旧・唐津藩庁跡に設置し、「舞鶴小学校」とする。男児260名を収容。
  - 松原小学校の敷地は女児校とし、「松原女児小学校」に改称。
  - この年、佐賀県は三潴県に合併後、最終的には長崎県に編入された。
- 1877年（明治10年）11月 - 大石小学校[3]を統合の上、舞鶴小学校分校とする。
- 1878年（明治11年）9月10日 - 分校が分離の上、市開小学校[3]として独立。
- 1881年（明治14年）10月1日 - 舞鶴小学校と松原女児小学校を統合し、「公立上等唐津小学校」とする。
  - 校舎を郭内310番地（現・唐津信用金庫本店付近）に設置。
- 1883年（明治16年）- 長崎県から佐賀県が分離独立。
- 1884年（明治17年）
  - 1月 - 市開小学校[3]を統合。
  - 10月 - 満島小学校、神田小学校を統合の上、「満島分校」・「神田分校」とする。
- 1886年（明治19年）4月10日 - 小学校令が公布される。これにより尋常科4年・高等科4年を設置。
- 1888年（明治21年）4月1日 - 同一敷地内で「尋常唐津小学校」と「高等唐津小学校」に分離。
  - 尋常科（修業年限4年）のみ義務制。高等科（修業年限4年）は希望者のみ。
  - 妙見小学校を統合の上、妙見分校とする。
- 1892年（明治25年）
  - 4月 -児童数増加のため、校舎が狭くなり、高等小学校が旧藩米蔵（現・唐津市体育館敷地）に移転。
    - 校名を「唐津尋常小学校」・「唐津高等小学校」に改称（それぞれ「尋常」・「高等」の位置が変わる）。

  - 5月 - 満島分校と神田分校が分離の上、それぞれ「満島尋常小学校」・「長松尋常小学校」として独立。
- 1893年（明治26年）- 妙見分校と見借分校を長松尋常小学校に移管[4]。
- 1901年（明治34年）12月1日 -「唐津尋常高等男子小学校」・「唐津尋常高等女子小学校」（男女別学）に改組。
  - 西城内1番1号（現・唐津市役所敷地）に校舎を新築の上、移転を完了。
- 1904年（明治37年）6月4日 - 両校を統合の上、「唐津尋常高等小学校」に改称。
- 1906年（明治39年）6月 - 女子裁縫科が設置される（翌1907年（明治40年）3月廃止）。
- 1907年（明治40年）- 小学校令の改正により、尋常科の修業年限（義務教育年限）が6年に延長される。これにより、旧高等科1年・2年を尋常科5年・6年とする。旧高等科3年・4年は新高等科1年・2年となる。義務教育年限の延長により、児童数は増加し、教室不足が深刻化する。
- 1917年（大正6年）5月 - 唐津町立唐津幼稚園が併設される。
- 1918年（大正7年）4月 - 唐津商業補習学校が併設される。
- 1920年（大正9年）
  - この年 - 「至誠」を校訓に制定。校歌を制定。
  - 3月 - 唐津幼稚園との併設を解消。満島・神田・北波多校区の高等科委託を解除。
- 1921年（大正10年）3月 - 唐津商業補習学校が唐津商業学校への昇格のため、併設を解消。
- 1926年（大正15年）4月 - 女児校の一部を移し、外町尋常小学校が分離独立。唐津町立唐津専修女学校を併設。
- 1928年（昭和3年）3月 -唐津町立唐津専修女学校が唐津町立唐津家政女学院に組織改編のため、併設を解消。
- 1932年（昭和7年）1月1日 - 市制施行により唐津市が発足。
- 1934年（昭和9年）4月 - 高等科が分離し、「唐津尋常小学校」に改称（尋常科6年制）。
  - この時、唐津市内の小学校高等科が統合され、「唐津高等小学校」（2年制）となり、完全に分離。
- 1935年（昭和10年）4月1日 - 青年学校令の施行により、唐津青年訓練所が唐津青年学校となる。
- 1941年（昭和16年）4月1日 - 国民学校令の施行により、「唐津市唐津国民学校」に改称。尋常科を初等科に改める。
- 1947年（昭和22年）4月1日 - 学制改革により、「唐津市立唐津小学校」に改称。
- 1957年（昭和32年）11月7日 - 分離を前に志道小学校の新校舎が完成。
- 1958年（昭和33年）4月7日 - 児童数の増加により唐津市立大成小学校と唐津市立志道小学校の2校に分離。
  - 閉校後も、大成小学校新校舎完成までの間、唐津小学校校舎の使用は継続となる。

閉校後

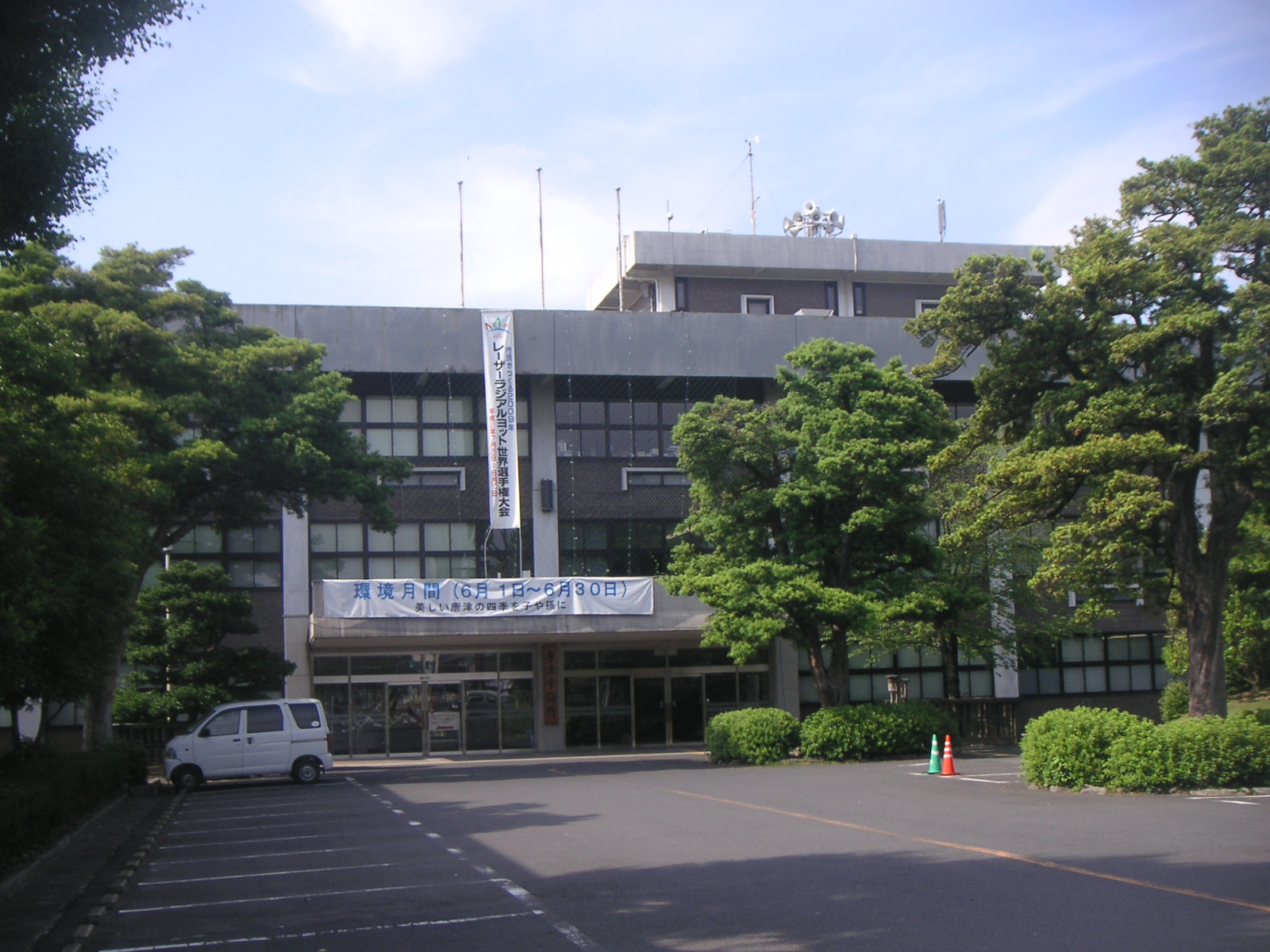
唐津小学校跡地に建つ唐津市役所（本庁）

- 1961年（昭和36年）3月 - 大成小学校新校舎完成により、同校が移転を完了。このため、旧唐津小校舎の解体を開始。
  - 解体後の跡地には、唐津市役所が建設された。
- 1975年（昭和50年）9月21日 - 旧唐津小学校創立百周年記念式典を挙行。
- 2004年（平成16年）4月1日 - 唐津市立大成小学校と唐津市立志道小学校の2校が統合され、唐津市立大志小学校となる。旧2校の校名から一文字ずつとって組み合わせたものになっている。
  - 旧・大成小学校の校地は現在早稲田佐賀中学校・高等学校の第二グラウンド（唐津市富士見町12番1号）、旧・志道小学校の校地（唐津市西城内4番43号）は大志小学校の校地となっている。

## 参考資料
- 「唐津市史」（1962年（昭和37年）8月, 唐津市史編纂員会）
- 「母校百年史 唐津小学校 志道小学校 大成小学校」（1976年（昭和51年）3月31日, 旧唐津小学校百周年記念事業実行委員会）

## 関連事項
- 佐賀県小学校の廃校一覧